# باشگاه نیمه‌شب: مسابقه خیابانی
باشگاه نیمه شب: مسابقه خیابانی Midnight Club: Street Racing یک بازی ویدئویی مسابقه ای است که در سال 2000 توسط Angel Studios ساخته و توسط Rockstar Games منتشر شده است. تمرکز این بازی روی مسابقات خیابانی رقابتی و صحنه واردات است. دو نسخه مجزا از این بازی برای پلتفرم‌های پلی‌استیشن 2 و گیم‌بوی Advance منتشر شد که اولی یک عنوان راه‌اندازی برای این پلتفرم بود. این اولین بازی از مجموعه Midnight Club است و پس از آن Midnight Club II است.
به گفته وب سایت متاکریتیک، نسخه پلی استیشن 2 "بررسی های عموماً مطلوب" دریافت کرد، در حالی که نسخه Game Boy Advance نقدهای "مختلطی" دریافت کرد. فروش تخمینی بازی 1.5 میلیون واحد بود که فروش سری به 2.5 میلیون رسید.Midnight Club: Street Racing یک بازی ویدئویی مسابقه ای است که در سال 2000 توسط Angel Studios ساخته و توسط Rockstar Games منتشر شده است. تمرکز این بازی روی مسابقات خیابانی رقابتی و صحنه واردات است. دو نسخه مجزا از این بازی برای پلتفرم‌های پلی‌استیشن 2 و گیم‌بوی Advance منتشر شد که اولی یک عنوان راه‌اندازی برای این پلتفرم بود. این اولین بازی از مجموعه Midnight Club است و پس از آن Midnight Club II است.
به گفته وب سایت متاکریتیک، نسخه پلی استیشن 2 "بررسی های عموماً مطلوب" دریافت کرد، در حالی که نسخه Game Boy Advance نقدهای "مختلطی" دریافت کرد. فروش تخمینی بازی 1.5 میلیون واحد بود که فروش سری به 2.5 میلیون رسید.

## گیم پلی
Midnight Club: Street Racing یک بازی ویدیویی مسابقه ای است که بر صحنه واردات و مسابقات خیابانی غیرقانونی تمرکز دارد. بازیکنان می توانند دنیای باز را کشف کنند یا در مسابقات خیابانی سازمان یافته مسابقه دهند. حالت حرفه ای بازیکن را وادار می کند تا در دنیای مسابقه های خیابانی به سمت بالا حرکت کند، حریفان نامگذاری شده را در مسابقات مختلف شکست دهد و در نهایت منجر به مسابقات لغزش صورتی برای بردن ماشین حریف شود. این بازی دارای 17 اتومبیل برای برنده شدن بازیکن در سراسر حالت حرفه ای است، از تاکسی ها، اتوبوس ها و سایر وسایل نقلیه شهری گرفته تا نمایش های خیالی وسایل نقلیه شبیه وسایل نقلیه معروف تویوتا، نیسان و تیونر هوندا.
حالت آرکید به بازیکنان این امکان را می دهد تا در چالش های مختلف حالت بازی به رقابت بپردازند و به صورت چند نفره دو نفره بازی کنند. این دارای چهار حالت است: ضبط پرچم، کروز، سر به سر و نقطه راه. بازیکنان می توانند دوباره برای لغزش های صورتی از مسابقات مختلف مسابقه دهند. هر مسابقه‌دهنده‌ای که نام‌گذاری شده است، سه نوع از یک ماشین دارد، و بازیکن با بردهای متوالی به دست می‌آورد. هر نسخه جدید این خودرو، نسخه بهبود یافته خودروی قبلی است. محیط ها دارای اشیاء تخریب پذیر زیادی مانند درختان، بوته ها، تیر چراغ ها و سطل های زباله هستند. هر محلی دارای ماشین‌های پلیس است که سعی می‌کنند بازیکن را بر اساس اقدامات غیرقانونی خود دستگیر کنند.
همراه با Turbo Esprit و Midtown Madness، بازی پیشگام استفاده از طراحی محیط جهان باز به جای مسیرهای مداری از پیش تعریف شده بود. دو منطقه محلی در دسترس بازیکنان است، نیویورک سیتی و لندن. هر شهر دارای نقاط عطفی از همتایان زندگی واقعی مربوطه است. برخی از مکان های دیدنی لندن عبارتند از میدان ترافالگار، کاخ وست مینستر و بیگ بن آن، و پل برج. نیویورک شامل مکان های دیدنی مانند میدان تایمز، ساختمان امپایر استیت، مرکز تجارت جهانی، مرکز راکفلر، پلازای سازمان ملل، هتل پلازا، باغ مدیسون، میدان واشنگتن، پارک وال استریت بول، پارک باتری و پارک مرکزی است. 

## طرح
گروهی مرموز از مسابقه‌های خیابانی شهری که به عنوان مسابقه باشگاه نیمه‌نیت برای غرور، قدرت و شکوه در خودروهای اسپورت سفارشی‌شده و زیبا شناخته می‌شوند. به عنوان یک راننده معمولی تاکسی شهر نیویورک، بازیکن از این باشگاه مخفی مطلع می شود و تصمیم می گیرد به آن ملحق شود.
بازیکن با یک وسیله نقلیه نسبتاً اصلاح نشده و کند شروع می کند، که تاکسی است. آنها از طریق یک سری مسابقات که هر کدام اهداف متفاوتی دارند، دیگر مسابقه دهندگان را شکست می دهند و وسایل نقلیه سریعتر و گرانتر را برنده می شوند. هدف این است که قهرمان جهان را شکست دهیم که معلوم می شود یک زن جوان ژاپنی به نام آنیکا است که پدرش در ژاپن خودروهای مفهومی تولید می کند. این بازیکن تنها کسی است که او را در یک مسابقه شکست می دهد، تنها کسی است که هویت او را می بیند و قهرمان جهان باشگاه Midnight می شود، همراه با برنده شدن در ماشین مفهومی خود. آنیکا پس از آن به ژاپن باز می گردد.

## توسعه و انتشار
Midnight Club در ژانویه 2000 در یک بیانیه مطبوعاتی پرده برداری شد. نسخه پلی استیشن 2 توسط استودیو فرشته توسعه یافته و توسط Rockstar Games منتشر شده است. نسخه Game Boy Advance توسط Rebellion Developments توسعه یافته و توسط Destination Software منتشر شده است. آنها به ترتیب در 26 اکتبر 2000 و 9 نوامبر 2001 منتشر شدند. این عنوان همراه با تاریخ انتشار آمریکایی PlayStation 2 به عنوان عنوان راه اندازی منتشر شد. به عنوان بخشی از تبلیغ بازی Rockstar Games از شهر نیویورک اجازه گرفت تا میدان تایمز را تعطیل کند تا از مواد تبلیغاتی و باکس آرت برای Midnight Club عکس بگیرد.
موسیقی متن بازی شامل هنرمندان هاوس و تکنو، Derrick May و Surgeon و گروه درام اند باس Dom & Roland است. تری دونوان، مدیر اجرایی Rockstar Games گفت که "علاقه آنها برای ایجاد موسیقی برتر در مقابل مطابقت با استانداردهای صنعت چیزی است که آنها و موسیقی آنها را واقعا منحصر به فرد می کند" و همچنین اظهار داشت که این موسیقی نشان دهنده انگیزه "تاریک" اعضای Midnight است. باشگاه. گیم پلی بازی روی 30 فریم در ثانیه قفل شده است.